# Banque Mendès
La Banque Mendès (Maison Mendès, Casa Mendès) est un établissement commercial du XVIe siècle, contemporaine des Fugger ou des Welser, mais de bien moindre importance.

## Historique
Fondée par Francisco et Diogo Mendes, de la famille Benveniste, sous le nom de Herdeiros de Francisco e Diogo Mendes, elle importe des pierres précieuses, des textiles européens et exporte poivre, épices et autres matières premières, et tirerait son origine du commerce en Inde.
Le siège de la banque est sis initialement à Lisbonne, avec des branches en Europe, comme à Anvers, où la famille se déplacera plus tard, Londres, notamment à l'époque des Tudor, et Venise.
Au décès de Francesco, elle est administrée pour moitié par son épouse, Gracia Nassi, et par Diego pour l'autre moitié. Gracia, après un bref séjour à Londres, rejoint Diego qui, installé à Anvers, va développer les activités purement bancaires, prêtant notamment de l'argent à Henri VIII d'Angleterre, et va y initier Gracia.
À la mort de Diego, sa part est alors gérée par Gracia, par ailleurs toujours propriétaire de la part de Francesco. L'empire de Charles-Quint exerçant des menaces contre sa fortune, la famille se met hors de sa portée en 1544 en allant à Venise.
Menacée cette fois-ci par un procès avec sa sœur Brianda, Gracia part pour Ferrare avec la famille. 
En 1552, la famille se déplace à Constantinople dans le quartier de Galata, et y devient la plus célèbre parmi une communauté bancaire marrane y jouant alors le rôle d'intermédiaires entre l'administration ottomane et les négociants étrangers. Par la suite, la direction de la banque échoit au neveu de Gracia, Joseph Nassi.
Ses activités purement bancaires l'amènent à réclamer 150 000 écus au roi de France Charles IX, somme prêtée à son prédécesseur,. La banque reçoit de Sélim II le monopole de l'importation des vins par le Bosphore.